# Elenaconcha
Elenaconcha is een geslacht van tweekleppigen uit de familie Vesicomyidae.

## Soorten
De volgende soorten zijn bij het geslacht ingedeeld:
- Elenaconcha guiness (Cosel & Olu, 2009)